# Karl Kloskowski
Karl Kloskowski (9 de fevereiro de 1917 - 23 de abril de 1945) foi um oficial alemão que serviu no Deutsches Heer durante a Segunda Guerra Mundial. Foi condecorado com a Cruz de Cavaleiro da Cruz de Ferro com Folhas de Carvalho.

## Condecorações
| Cruz de Ferro (1939) 2ª Classe                                   | 19 de julho de 1941    |
| Cruz de Ferro (1939) 1ª Classe                                   | 2 de outubro de 1941   |
| Distintivo da infantaria de assalto em Bronze                    | 3 de julho de 1941     |
| Distintivo de Feridos (1939) em Preto                            | 16 de novembro de 1941 |
| Distintivo de Feridos (1939) em Prata                            | 12 de dezembro de 1943 |
| Medalha da Frente Oriental                                       | 20 de agosto de 1942   |
| Cruz Germânica em Ouro                                           | 23 de maio de 1944     |
| Distintivo de Honra do Exército                                  | 5 de novembro de 1943  |
| Distintivo Panzer                                                | 13 de julho de 1944    |
| Cruz de Cavaleiro da Cruz de Ferro                               | 13 de julho de 1943    |
| Cruz de Cavaleiro da Cruz de Ferro com Folhas de Carvalho nº 546 | 11 de agosto de 1944   |